# Dacryodes edulis
Dacryodes edulis är en tvåhjärtbladig växtart som först beskrevs av George Don jr, och fick sitt nu gällande namn av Herman Johannes Lam. Dacryodes edulis ingår i släktet Dacryodes och familjen Burseraceae. Inga underarter finns listade i Catalogue of Life. Kallas Safou och ätes kokt med salt. 

## Bildgalleri

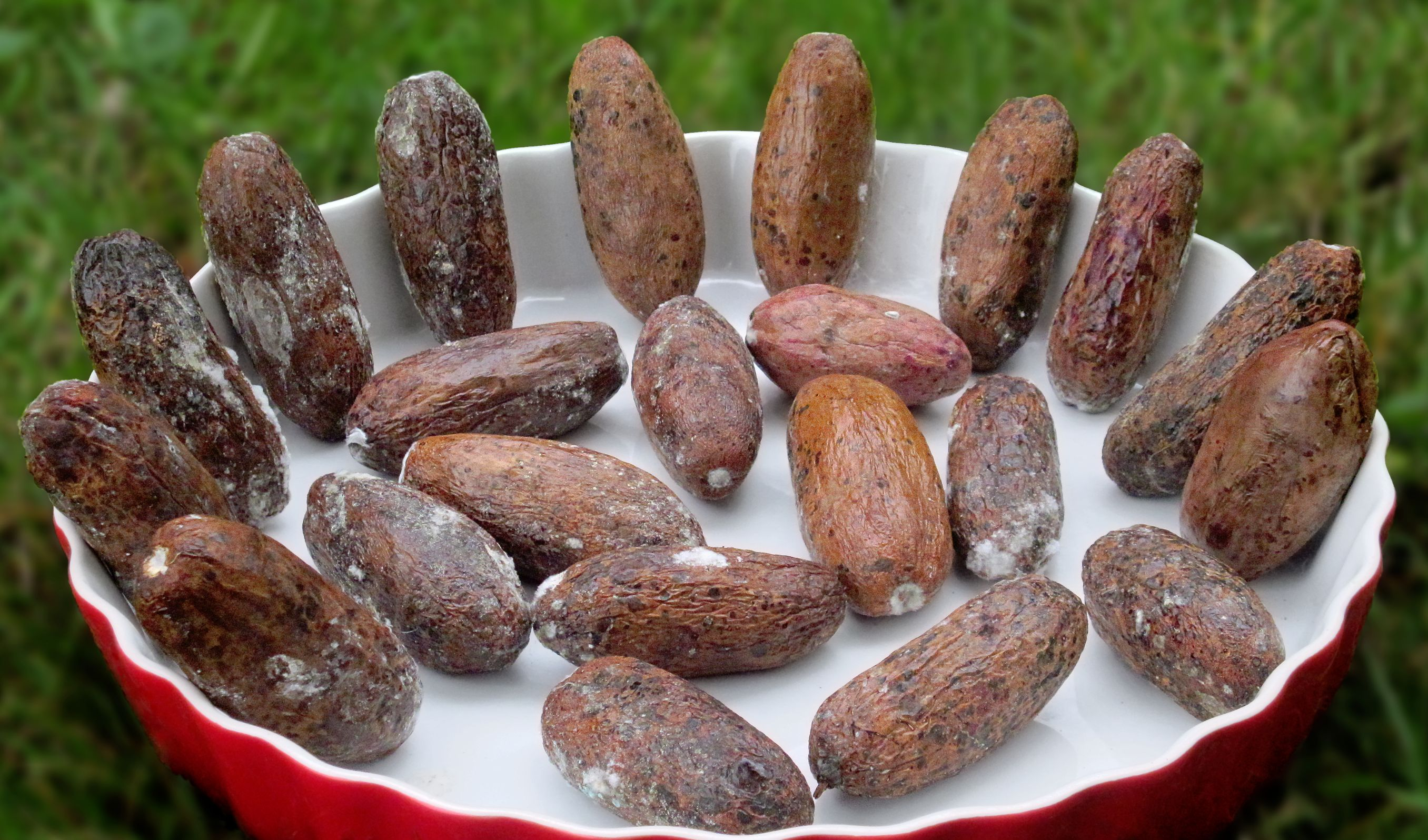